# Карни, Марк
Ма́рк Джозеф Ка́рни (англ. Mark Joseph Carney; род. 16 марта 1965, Форт-Смит, Северо-Западные территории, Канада) — канадский и британский экономист, банкир, политический и государственный деятель. Премьер-министр Канады с 14 марта 2025 года. Лидер Либеральной партии Канады с 9 марта 2025 года.
В 2008—2013 годах возглавлял Банк Канады, в 2013—2020 годах управляющий Банка Англии.

## Биография

### Семья и образование
Родился 16 марта 1965 года в городке Форт-Смит на северо-западе Канады. На федеральных выборах 1980 года его отец занял второе место в избирательном округе Юг Эдмонтона (Альберта), баллотируясь от Либеральной партии Канады. В 1988 году Марк окончил Гарвардский университет, специализировался в области экономики. Магистерскую степень (MPhil) по экономике получил в колледже Св. Петра (Оксфордский Университет) в 1993 году, а докторскую (DPhil) в 1995 году — в Наффилдском колледже того же университета, где защитил диссертацию на тему «Динамические преимущества конкуренции».

### Финансовая сфера
13 лет работал в отделениях компании Goldman Sachs в Лондоне, Нью-Йорке, Торонто и Токио, занимаясь вопросами суверенных рисков, рынков заёмного капитала развивающихся экономик и банковскими инвестициями.
С 2003 по 2004 год работал в Банке Канады заместителем управляющего по международным вопросам. С ноября 2004 по октябрь 2007 беспартийный старший помощник заместителя министра финансов Канады (вначале при либеральном Ральфе Гудэйле, затем при консервативном Джиме Флаэрти).

### Управляющий Банка Канады
С февраля 2008 года управляющий Банка Канады. В 2010 году Карни оказался единственным главой Центрального банка из стран G7, который решился на повышение ставки рефинансирования.
В 2011—2018 годах являлся председателем Совета по финансовой стабильности, совмещал эту работу с работой в центральных банках. Член «Группы тридцати».

### Управляющий Банка Англии
21 июля 2013 года назначен управляющим Банка Англии, стал самым молодым председателем и первым небританцем в его истории (с 1694 года). Контракт был заключён на 5 лет с годовым окладом 624 000 фунтов стерлингов. В 2018 году контракт с Карни был продлён до января 2020 года.
В ноябре 2018 года Марк получил британское подданство, помимо уже имеющихся ирландского и канадского гражданства.
На ежегодной 2019 г. конференции ФРС США в американском городе Джексон Хоул во время встречи с главами центральных банков разных стран и руководителями подразделений ФРС Марк Карни предложил заменить доллар как мировую резервную валюту новой цифровой валютой. По его мнению, многополярному миру нужна и многополярная валюта. Новая цифровая валюта, основанная на глобальной корзине товаров, придаст равновесие мировой экономике. «Вопрос в том, как этого достичь, — сказал он в интервью телеканалу новостей бизнеса CNBC. — Вы не перейдёте к чему-то новому за одну ночь». Карни считает, что торговые войны ухудшают условия ведения бизнеса во всем мире.

### Консультирование и финансовое руководство
С августа 2023 г. председатель совета директоров медиа-финансовой компании «Bloomberg».
В сентябре 2024 г. Карни, хорошо зарекомендовавший себя как консультант либерального премьер-министра Трюдо по вопросам борьбы с COVID-19 в 2020—2022 гг., стал спецконсультантом и председателем Либеральной спецкомиссии по вопросам экономического роста.

### Лидер Либеральной партии
В январе 2025 года, уйдя со всех корпоративных должностей, но не являясь членом какой-либо политической партии, внеся 350 000 CAD кандидатского взноса, Карни официально выдвинул свою кандидатуру на выборах лидера Либеральной партии Канады, после того как действующий лидер партии премьер-министр Джастин Трюдо объявил о предстоящем уходе в отставку. По ходу внутрипартийной гонки Карни начали рассматривать как фаворита этих внутренних выборов, где его основным конкурентом была бывшая министр финансов Христя Фриланд. Опросы общественного мнения также показывали, что если он возглавит партию, то на следующих всеобщих выборах она почти полностью ликвидирует большое отставание от консерваторов, возникшее при Трюдо.
9 марта 2025 года победил на Выборах лидера Либеральной партии Канады членами Либеральной партии (а не избирателями конкретного федерального избирательного округа на всеобщих выборах). Карни будет приведен к присяге в качестве 24-го премьер-министра Канады после отставки его предшественника Джастина Трюдо. Таким образом, Карни стал первым в истории Канады премьер-министром без прямого мандата от избирателей какого-либо избирательного округа Канады, то есть не являющимся при этом избранным депутатом Парламента Канады. Карни при этом возглавил правительство меньшинства в Канаде, что означает, что партия премьер-министра не обладает большинством мест в Парламенте Канады — либералы имеют там лишь 45 % мест.

### Премьер-министр Канады
14 марта 2025 года приведён к присяге и официально вступил в должность премьер-министра. Став первым премьер-министром Канады, который не занимал выборную должность на момент назначения. В первый день своего премьерства он подписал указ об отмене потребительского углеродного налога с 1 апреля, при этом сохранив выплаты по углеродным компенсациям для граждан.
На фоне ожиданий досрочных парламентских выборов, которые могли состояться в конце апреля или начале мая 2025 года (ранее установленной даты голосования в октябре), 22 марта Либеральная партия объявила, что Карни будет баллотироваться в избирательном округе Непин, расположенном в Оттаве. Ранее также рассматривались варианты выдвижения в округах Альберты, особенно в Эдмонтоне, а также в безопасных для либералов округах Торонто и Оттавы. Уже 23 марта Карни посетил генерал-губернатора Мэри Саймон с просьбой о роспуске парламента и назначении выборов на 28 апреля. На выборах Либеральная партия под его руководством получила 167 из 343 мест в Палате общин, сформировав правительство меньшинства, Карни также выиграл в округе Непин, став первым премьер-министром со времён Джона А. Макдональда в 1880-х годах, который представляет в парламенте округ в районе Оттавы.
В области внешней политики Карни выступил с резкой критикой протекционистской политики президента США Дональда Трампа, назвав её главной угрозой для канадской экономики. Он также заявил о намерении диверсифицировать внешнеэкономические связи Канады, сосредоточив внимание на укреплении отношений с Европейским союзом и странами Азии. В середине марта 2025 года Марк Карни совершил первые зарубежные визиты, побывав 17 марта во Франции и Великобритании, где обсуждались вопросы укрепления безопасности и национального суверенитета.
Во внутренней политике Карни предложил ввести меры по ограничению иммиграции с целью смягчения кризиса доступности жилья и снижения нагрузки на систему здравоохранения. Он также пообещал стимулировать строительство доступного жилья в крупных городах. В экологической политике Карни сосредоточился на стимулировании развития возобновляемых источников энергии и поддержке экологически чистых технологий, одновременно выступив за отмену прямого углеродного налогообложения.
Избран депутатом парламента Канады 28 апреля 2025 года.

## Личная жизнь
Жена — Диана Фокс, британский экономист и писатель. У пары 4 дочери.

## Награды и звания
- Офицер Ордена Канады (20 ноября 2014 год).
- Медаль Королевы Елизаветы II в честь алмазного юбилея в 2012 году.
- Почетный гражданин Лондона.
- Почетная степень доктора права (LL.D) Университета Манитобы (5 апреля 2013 года).
- Почетная степень доктора права (LL.D) Университета Альберты (весна 2016 года).
- Почетная степень доктора права (LL.D) Университета Торонто (18 июня 2018 года).
- Почетная степень Лондонской школы бизнеса (16 июля 2019 г).